# Incaricato di pubblico servizio
Con incaricato di pubblico servizio, si indica una qualifica pubblica riconosciuta dalla legge italiana, a particolari soggetti sulla base dello status giuridico e delle funzioni svolte da questi ultimi.

## Descrizione
Tale soggetto soggiace agli obblighi di legge a carico del pubblico ufficiale pur non detenendo ipso iure le potestà tipiche di quest'ultimo. La legge, e anche diverse sentenze della Corte di Cassazione, hanno chiarito l'attribuzione della figura a determinate categorie di soggetti.
I soggetti qualificati come soccorritori volontari, se svolgono attività qualificata come servizio pubblico possono essere definiti incaricati di pubblico servizio. Secondo la giurispudenza della Suprema Corte di Cassazione, in ogni caso non possono in ogni caso essere ricondotte alle attività ascrivibili a tale figura quelle che si esauriscono nella mera esecuzione di ordini o istruzioni altrui o nel dispiegamento della forza fisica: ai fini del riconoscimento della qualifica di incaricato di pubblico servizio è infatti richiesto un minimo di potere discrezionale, che implichi lo svolgimento di mansioni definibili "intellettuali" lato sensu.

## Attribuzione della qualifica
Secondo il codice penale italiano si definisce incaricato di pubblico servizio:
- Art. 358 Nozione della persona incaricata di un pubblico servizio:

Per pubblico servizio deve intendersi un'attività disciplinata nelle stesse forme della pubblica funzione, ma caratterizzata, dalla mancanza dei poteri tipici di quest'ultima, e con esclusione dello svolgimento di semplici mansioni di ordine e della prestazione di opera meramente materiale.»
Ai sensi del decreto legge 8 aprile 2008 n. 59 - convertito in legge 6 giugno 2008 n. 101 - che ha modificato l'art. 138 del TULPS anche la guardia particolare giurata, che lavori alle dipendenze di un istituto di vigilanza privato, addetto alla vigilanza e custodia di beni mobili e immobili, è qualificabile come  "incaricato di pubblico servizio":

## La tutela giuridica
L'incaricato di pubblico servizio è tutelato dalla legge con i seguenti articoli del codice penale:
- Art. 336 Violenza o minaccia a un pubblico ufficiale:

- Art. 340 Interruzione di un ufficio o servizio pubblico o di un servizio di pubblica necessità:

- Art. 337 Resistenza a un pubblico ufficiale:

## Esempi
Sono da considerarsi tali:
- gli impiegati degli enti pubblici che collaborano con i pubblici ufficiali nell'opera da questi espletata e coloro i quali, pur senza formale investitura, esplichino di fatto un servizio pubblico, in ragione della connessione dell'attività con la funzione pubblica;[6]
- il conducente di un mezzo di trasporto pubblico;
- il soccorritore del Servizio di Urgenza ed Emergenza Medica;
- il custode del cimitero;
- il custode di un mattatoio comunale;[7]
- il conduttore di una trasmissione televisiva;
- il conduttore di un programma radiofonico;
- la guardia particolare giurata nel caso in cui preposte a svolgere attività di custodia e vigilanza di beni mobili ed immobili;[8]
- i volontari di enti o associazioni della protezione civile, nel caso di svolgimento di particolari attività[9]
- l'esattore di una società concessionaria dell’erogazione del gas metano ad uso domestico.
- l'ispettore di revisione periodica obbligatoria degli autoveicoli prevista dal codice della strada italiano.[10]